# Linhagens do Ultramar
As Linhagens do Ultramar (em francês: Lignages d'Outremer) descreve as linhagens cruzadas mais importantes. A primeira versão foi escrita em 1270 e está disponível em dois manuscritos do século XIV. Uma versão posterior foi produzida em 1307/08 e outra em italiano em 1398. Foi compilada por Pedro de Flory, visconde de Nicósia, que provavelmente também veio de Antioquia, e Simão de Jerusalém, e foi provavelmente escrita no Chipre. Os nomes das linhagens e das personagens descritas variam dependendo da versão.